# Газманов, Родион Олегович
Родио́н Оле́гович Газма́нов (род. 3 июля 1981, Калининград) — советский и российский эстрадный певец, музыкант, поэт, актёр, ведущий, телеведущий «Первого канала» (2018—2019), телеканала «Russian MusicBox» (2016—2017), предприниматель, финансист и бизнесмен, сын эстрадного певца Олега Газманова. Депутат Московской городской думы VIII созыва с 8 сентября 2024 года.

## Биография
Родион Газманов родился 3 июля 1981 года в Калининграде в семье преподавателя КВИМУ, ставшего известным певцом и композитором, Олега и химика Ирины Газмановых.
В 1985 году участвовал в детском городском ансамбле «Поющие горошины» в Калининграде. Первой песней, которую он спел на сцене, была песня «Ямайка».
В пять лет пошёл в музыкальную школу, по классу фортепиано. В шесть лет его семья переехала из Калининграда в Москву.
Когда у отца, Олега Газманова, пропал голос, он сделал ставку на сына. В конце 1987 года отец сумел продвинуть музыкальный видеоклип на песню про дворовую собаку по кличке «Люси» в исполнении Родиона Газманова в список композиций для передачи «Утренняя почта». Один из выпусков передачи вела Алла Пугачёва, она и поставила в эфир клип «Люси» с Родионом Газмановым. В клипе снимался чёрный ризеншнауцер по кличке Корби — собака Газмановых. Песня Люси (исполнитель Олег и Родион Газмановы) стала лауреатом Песни-88. 
В 1994 году, когда Родиону Газманову было 13 лет, родители расстались.
Кроме музыки Газманов в детстве занимался кунг-фу, карате и плаванием.
В тринадцать лет у Газманова начал ломаться голос, и пение на время пришлось прекратить.
Учился в музыкальной школе, которую бросил всего за год до её окончания.
С 1988—1996 проходил обучение в московской 204-й школе, в экспериментальном классе, потом учился в московской средней школе № 28 с углублённым изучением английского языка.
Затем два года — в английском колледже Buckswood Grange International School — GCSC course, English, IT-A-level, в небольшом городке, в юго-восточной части Англии.
С восемнадцати лет работал барменом, так как отец перестал его финансировать, позже дослужился в ночном клубе до управляющего.
В 2003 году Родион Газманов окончил Финансовую академию при Правительстве Российской Федерации с красным дипломом, кафедра «Финансы предприятий и финансовый менеджмент». Учась в финансовой академии, он создал свою музыкальную группу «ДНК». Там же впервые звучит первая собственная композиция Родиона «Зачем». Постепенно музыкантов-студентов в группе замещают музыканты-профессионалы, и коллектив начинает выступать в клубах. Первый большой сольный концерт состоялся в 2003 году в Доме Культуры имени И. И. Газа в Санкт-Петербурге.
После окончания академии работал финансовым аналитиком в крупной торговой сети «Детский мир». Шесть лет работал в строительной компании. Когда начался экономический кризис, он стал заниматься недвижимостью и проектами шоу-бизнеса.
2004—2007 — руководитель проекта «Система-Галс».
2008 — заместитель руководителя проекта в компании «Миракс».
2008—2009 — работа в компании «Доминанта».
2009—2010 — занимался бизнесом в сфере недвижимости.

### Взрослая карьера певца
В середине 2012 года ушёл из бизнеса для того, чтобы заниматься исключительно музыкой. Выступал в московских клубах.
В 2012 году был снят первый клип «Лети» после возвращения на большую сцену.
28 мая 2013 года выпустил первый сольный альбом «Противофазы», включающий 13 песен.
В 2015 году принял участие во втором сезоне телешоу перевоплощений «Точь-в-точь».
В 2015 году прошёл слепое прослушивание в четвёртом сезоне телепроекта «Голос» на Первом канале и попал в команду Григория Лепса.
6 марта 2017 года состоялся сольный концерт в Москве в Кремле.
С 2017 года принимает участие в деятельности благотворительного фонда «Старость в радость».
В 2018 году стал участником военно-патриотической акции «Кинодесант» и концерта, посвящённого годовщине аннексии Крыма Россией.
2 апреля 2018 года был награждён Министерством обороны РФ медалью «Участнику военной операции в Сирии».
С 10 февраля 2019 года принимал участие в проекте Первого канала «Главная роль».
23 марта 2019 года сыграл в премьерном спектакле Лизы Арзамасовой «Через постель», который состоялся в музее — театре «Булгаковский Дом» в Москве.
22 мая 2019 года в спектакле «Сказ о серебряных крыльях» сыграл роль Ворона.
3 июня 2019 года получил премию в номинации «Лучший певец».
В 2020 году Газманов стал гостем программы «Секрет на миллион», где представил новую песню «Удалёнка». Позднее эта композиция послужила саундтреком одноимённого сериала.
Осенью 2020 года принял участие в создании выпуска молодёжного проекта Росгвардии «Проверка на прочность».
2 сентября 2020 года выпустил второй сольный альбом «Что такое любовь?».
Участник 5-го сезона проекта «Три аккорда» (2020).
Осенью 2020 года в Москве состоялась премьера мюзикла «Ночь чудес». В роли Пака — Родион Газманов.
В 2023 году принимал участие во втором сезоне телешоу «Аватар» на НТВ, где управлял аватаром «Соловей-Разбойник».
В 2025 году участвовал в шестом сезоне шоу перевоплощений «Один в один!» на телеканале Россия-1.
С 8 сентября 2024 года депутат Московской городской думы VIII созыва. Член фракции партии «Единая Россия», член комиссии по транспорту и развитию дорожно-транспортной инфраструктуры и комиссии по культуре и массовым коммуникациям.

## Семья
Дед по отцу — Михаил Семёнович Газманов (18 августа 1924, Михалки, Мозырский район, Гомельская область — 13 декабря 1983; Солнечногорск) — военный, майор строительных войск.
Дед по матери — Павел Викторович Мартиан — военный, закончил войну в звании майора, начальником штаба противовоздушной обороны в Мурманске.
- Бабушка по матери Мария Алексеевна Панкова, с дедушкой они познакомились в Москве, когда вместе учились, у неё было трое дочерей[8].

Бабушка по отцу — Зинаида Абрамовна Газманова (дев. Альтшулер) (1920—2006) работала врачом в больнице.
Отец — Олег Михайлович Газманов (род. 22 июля 1951, Калининград), советский и российский эстрадный певец, композитор и поэт, Народный артист Российской Федерации (2001).
Мать — Ирина Павловна Газманова (в девичестве Мартиан) (род. 8 марта 1951, Мурманск), домохозяйка.
Сестра по отцу — Марианна Газманова (2003).
Брат по отцу (приёмный сын отца) — Филипп Муравьёв (Газманов) (1997).

## Санкции
В 2022 году принял участие в патриотическом марафоне «Zа Россию» в поддержку нападения на Украину и концерте, посвящённому дню флага России в оккупированном российскими войсками Херсоне, также принимал участие в других концертах в поддержку российской агрессии.
7 января 2023 года Газманов внесён в санкционный список Украины за «роль в российской пропаганде». 1 июня 2022 года Латвия запретила въезд в страну Газманову за «поддержку и оправдание агрессии России на Украине». Ранее Газманов был внесён ФБК в список поджигателей войны, с предложением введения против него международных санкций.

## Творчество

### Телевидение и радио
С 3 сентября 2018 года по 19 июня 2019 года вместе с Ириной Пудовой вёл программу «Сегодня. День начинается» на Первом канале.
Ведущий утреннего «ФМ шоу» на «Радио Дача» вместе с Ильёй Муромовым и Таней Фишер.

### Музыка

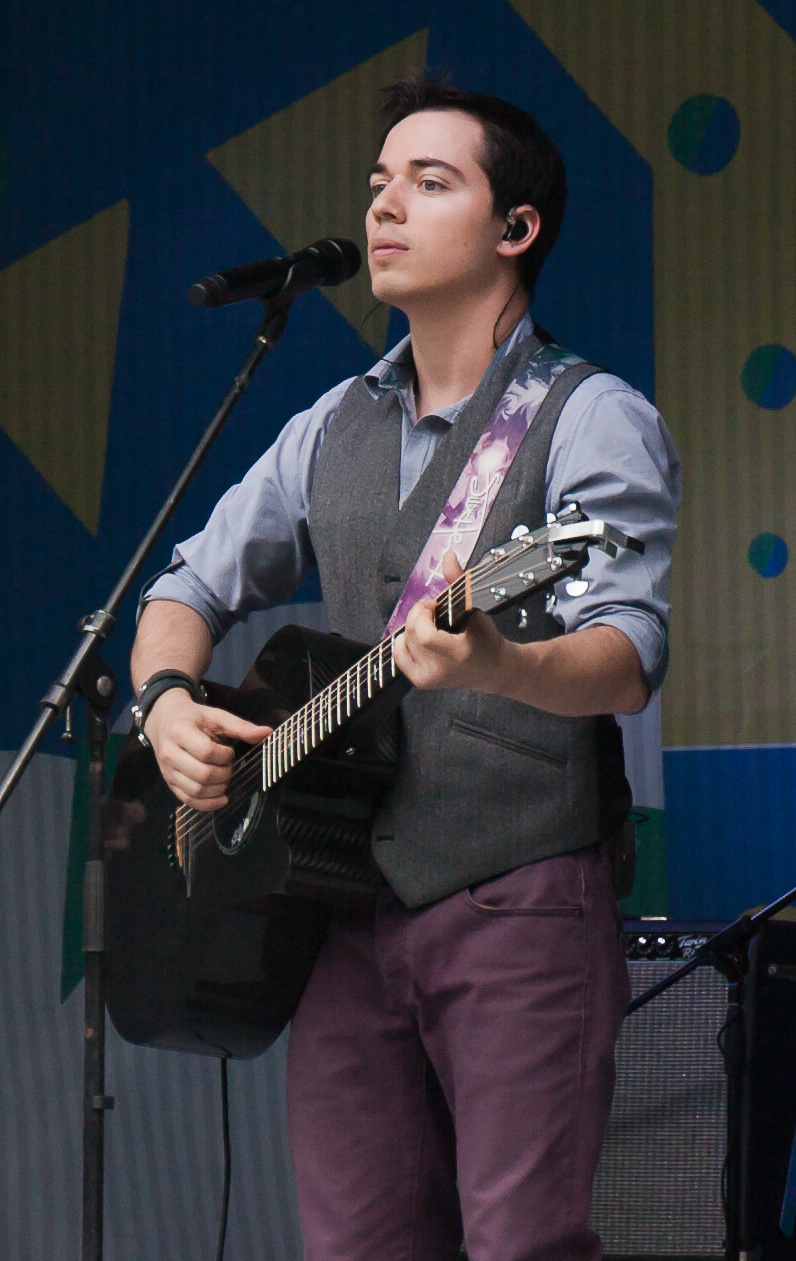

Родион Газманов является лидером собственного музыкального проекта под своим же именем (группа ДНК не существует с 2004 года). Песни «Гравитация» и «Парами» находятся в ротации на радиостанциях. За последнюю он получил премию «Золотой хит» телеканала Musicbox. Ведёт концертную деятельность.

### Дискография
- 1989 — «Люси»
- «Люси»
- «Ямайка»
- 1991 — «Эскадрон»[25]
- «Ямайка»
- «Маугли»
- «Трубочист»
- «Светлячок»
- «Люси»
- 1993 — «Морячка»[26]
- «Бескозырка»
- «Карапузы»
- «Танцуй, пока молодой»
- 2001 — «Первый раунд — 50 лет»[27]
- «Люси» — О. Газманов и Р. Газманов
- «Не говорить прощай» — Р. Газманов и Ю. Началова
- 2008 — «Семь футов под килем»

#### Собственная дискография

##### Альбомы
| Название          | Информация                                                             |
| ----------------- | ---------------------------------------------------------------------- |
| Противофазы       | - Релиз: 2013 - Лейбл: SONAR - Формат: цифровая дистрибуция            |
| Что такое любовь? | - Релиз: 2 сентября 2020 - Лейбл: SONAR - Формат: цифровая дистрибуция |

##### Синглы
| Год  | Название                                        |
| ---- | ----------------------------------------------- |
| 2016 | «Гравитация»                                    |
| 2016 | «Шанс»                                          |
| 2016 | «Парами»                                        |
| 2017 | «Фары»                                          |
| 2018 | «Полюса»                                        |
| 2019 | «Я знаю женщину» (feat. Дмитрий Нестеров)       |
| 2019 | «Маяк»                                          |
| 2019 | «Остался»                                       |
| 2020 | «Столица»                                       |
| 2020 | «Удалёнка»                                      |
| 2021 | «Скажи»                                         |
| 2021 | «Между нами выпал снег» (feat. Аглая Шиловская) |
| 2022 | «Отпусти»                                       |

### Фильмография
| Год  |   | Название          | Роль |
| ---- | - | ----------------- | ---- |
| 1995 | ф | Поезд до Бруклина | Миша |

## Награды
- Медаль «Участнику военной операции в Сирии».
- Благодарность Президента Российской Федерации (8 ноября 2023 года) — за заслуги в развитии отечественной культуры и искусства[28].